# Laurens De Metsstraat 49

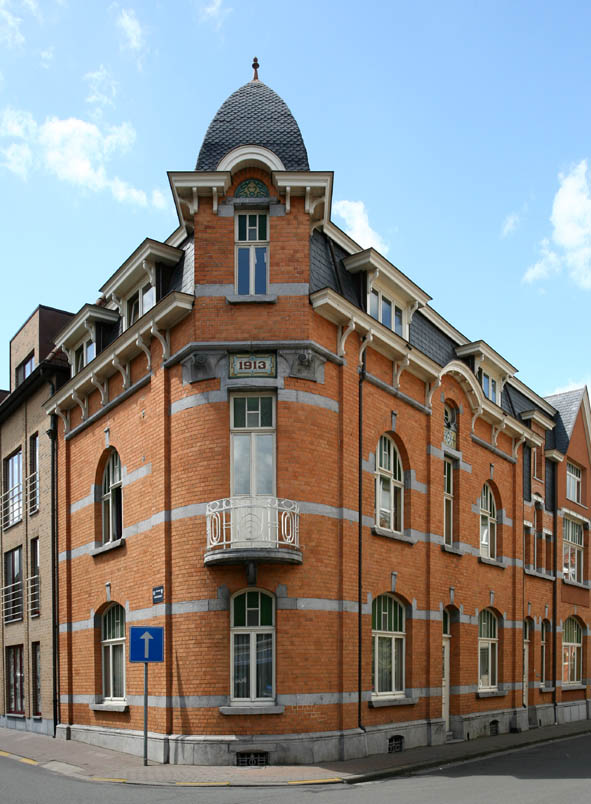
Laurens De Metsstraat 49

Het pand aan de Laurens De Metsstraat 49 is een historisch pand in het Belgische Zottegem. Het hoekpand werd in 1913 opgetrokken voor aannemer van bouwwerken Jean-Baptiste Deweerdt op de hoek van de Laurens De Metsstraat met de Kapellestraat. De aanpalende woning met magazijn werd gebouwd in 1914. Het statige pand in oranje baksteen valt vooral op door het halfronde smeedijzeren balkon op de hoek. Erboven is met faiencetegels het jaartal 1913 aangebracht. Het huis vertoont heel wat stijlkenmerken van de art nouveau, waaronder kleurig metselwerk, faiencetegels met bloemmotieven en zwierig smeedwerk. Sinds 2001 is het een beschermd monument.